# Baumhaueria melanograpta
Baumhaueria melanograpta är en tvåvingeart som beskrevs av Suster 1934. Baumhaueria melanograpta ingår i släktet Baumhaueria och familjen parasitflugor. Inga underarter finns listade i Catalogue of Life.